# Neotrigonia
Genre
Neotrigonia est un genre de mollusques bivalves, le seul encore vivant de la famille des Trigoniidae.

## Liste d'espèces
Selon Catalogue of Life (30 octobre 2013) :
- Neotrigonia bednalli
- Neotrigonia gemma
- Neotrigonia jacksoni
- Neotrigonia kaiyomaruae
- Neotrigonia lamarckii
- Neotrigonia margaritacea
- Neotrigonia strangei
- Neotrigonia uniophora

Selon NCBI (30 octobre 2013) :
- Neotrigonia bednalli
- Neotrigonia lamarckii
- Neotrigonia margaritacea

Selon World Register of Marine Species (30 octobre 2013) :
- Neotrigonia bednalli (Verco, 1907)
- Neotrigonia gemma Iredale, 1924
- Neotrigonia jacksoni Morrison, 2011
- Neotrigonia kaiyomaruae Habe & Nomoto, 1976
- Neotrigonia lamarckii (Gray, 1838)
- Neotrigonia margaritacea (Lamarck, 1804)
- Neotrigonia strangei (A. Adams, 1854)
- Neotrigonia uniophora (Gray in Jukes, 1847)